# Empire Awards per il miglior film
Gli Empire Awards per il miglior film sono un riconoscimento cinematografico inglese, votato dai lettori della rivista Empire. Il premio viene consegnato annualmente dal 1996.

## Vincitori e candidati
I vincitori sono indicati in grassetto.

### 1990
- 1996
  - Braveheart - Cuore impavido (Braveheart), regia di Mel Gibson
- 1997
  - Seven, regia di David Fincher
- 1998
  - Men in Black, regia di Barry Sonnenfeld
- 1999
  - Titanic, regia di James Cameron
  - Salvate il soldato Ryan (Saving Private Ryan) , regia di Steven Spielberg
  - The Truman Show, regia di Peter Weir
  - Il grande Lebowski (The Big Lebowski), regia di Joel Coen
  - Will Hunting - Genio ribelle  (Good Will Hunting), regia di Gus Van Sant

### 2000
- 2000
  - Matrix (The Matrix), regia di Larry e Andy Wachowski
- 2001
  - Il gladiatore (Gladiator), regia di Ridley Scott
  - American Beauty, regia di Sam Mendes
  - Alta fedeltà (High Fidelity), regia di Stephen Frears
  - Magnolia, regia di Paul Thomas Anderson
  - La tigre e il dragone (臥虎藏龍 Wòhǔ Cánglóng), regia di Ang Lee
- 2002
  - Il Signore degli Anelli - La Compagnia dell'Anello (Lord of the Rings: The Fellowship of the Ring), regia di Peter Jackson
  - A.I. - Intelligenza artificiale (A.I. Artificial Intelligence), regia di Steven Spielberg
  - Harry Potter e la pietra filosofale (Harry Potter and the Philosopher's Stone), regia di Chris Columbus
  - Moulin Rouge!, regia di Baz Luhrmann
  - Il favoloso mondo di Amélie (Le Fabuleux Destin d'Amélie Poulain), regia di Jean-Pierre Jeunet
- 2003
  - Il Signore degli Anelli: Le due torri  (The Lord of the Rings: The Two Towers), regia di Peter Jackson
  - La morte può attendere (Die Another Day), regia di Lee Tamahori
  - Minority Report, regia di Steven Spielberg
  - Era mio padre (Road to Perdition), regia di Sam Mendes
  - Spider-Man, regia di Sam Raimi
- 2004
  - Il Signore degli Anelli - Il ritorno del re (The Lord of the Rings: The Return of the King), regia di Peter Jackson
  - Ritorno a Cold Mountain (Cold Mountain), regia di Anthony Minghella
  - Kill Bill: Volume 1, regia di Quentin Tarantino
  - La maledizione della prima luna  (Pirates of the Caribbean: The Curse of the Black Pearl), regia di Gore Verbinski
  - X-Men 2 (X2), regia di Bryan Singer
- 2005
  - The Bourne Supremacy, regia di Paul Greengrass
  - Collateral, regia di Michael Mann
  - Gli Incredibili - Una "normale" famiglia di supereroi (The Incredibles), regia di Brad Bird
  - Kill Bill: Volume 2, regia di Quentin Tarantino
  - Spider-Man 2, regia di Sam Raimi
- 2006
  - King Kong, regia di Peter Jackson
  - Crash - Contatto fisico (Crash), regia di Paul Haggis
  - Sin City, regia di Robert Rodriguez, Frank Miller e Quentin Tarantino
  - Star Wars: Episodio III - La vendetta dei Sith (Star Wars: Episode III - Revenge of the Sith), regia di George Lucas
  - La guerra dei mondi (War of the Worlds), regia di Steven Spielberg
- 2007
  - Casino Royale, regia di Martin Campbell
  - The Departed - Il bene e il male (The Departed), regia di Martin Scorsese
  - Il labirinto del fauno (El laberinto del fauno), regia di Guillermo del Toro
  - Superman Returns, regia di Bryan Singer
  - United 93, regia di Paul Greengrass
- 2008
  - The Bourne Ultimatum - Il ritorno dello sciacallo (The Bourne Ultimatum), regia di Paul Greengrass
  - Harry Potter e l'Ordine della Fenice  (Harry Potter and the Order of the Phoenix) , regia di David Yates
  - Ratatouille, regia di Brad Bird e Jan Pinkava
  - L'assassinio di Jesse James per mano del codardo Robert Ford (The Assassination of Jesse James by the Coward Robert Ford), regia di Andrew Dominik
  - Zodiac, regia di David Fincher
- 2009
  - Il cavaliere oscuro (The Dark Knight), regia di Christopher Nolan
  - Iron Man, regia di Jon Favreau
  - Non è un paese per vecchi (No Country for Old Men), regia di Joel ed Ethan Coen
  - Il petroliere (There Will Be Blood), regia di Paul Thomas Anderson
  - WALL•E, regia di Andrew Stanton

### 2010
- 2010
  - Avatar, regia di James Cameron
  - The Hurt Locker, regia di Kathryn Bigelow
  - District 9, regia di Neill Blomkamp
  - Bastardi senza gloria (Inglourious Basterds), regia di Quentin Tarantino
  - Star Trek, regia di J. J. Abrams
- 2011
  - Inception, regia di Christopher Nolan
  - Kick-Ass, regia di Matthew Vaughn
  - Scott Pilgrim vs. the World, regia di Edgar Wright
  - Il discorso del re  (The King's Speech) , regia di Tom Hooper
  - The Social Network, regia di David Fincher
- 2012
  - Harry Potter e i Doni della Morte - Parte 2 (Harry Potter and the Deathly Hallows - Part 2), regia di David Yates
  - Drive, regia di Nicolas Winding Refn
  - L'alba del pianeta delle scimmie  (Rise of the Planet of the Apes), regia di Rupert Wyatt
  - La talpa (Tinker Tailor Soldier Spy), regia di Tomas Alfredson
  - Millennium - Uomini che odiano le donne (The Girl with the Dragon Tattoo), regia di David Fincher
- 2013
  - Skyfall, regia di Sam Mendes
  - Django Unchained, regia di Quentin Tarantino
  - Lo Hobbit - Un viaggio inaspettato (The Hobbit: An Unexpected Journey), regia di Peter Jackson
  - Il cavaliere oscuro - Il ritorno (The Dark Knight Rises), regia di Christopher Nolan
  - The Avengers, regia di Joss Whedon
- 2014
  - Gravity, regia di Alfonso Cuarón
  - 12 anni schiavo (12 Years a Slave), regia di Steve McQueen
  - Captain Phillips - Attacco in mare aperto (Captain Phillips), regia di Paul Greengrass
  - Lo Hobbit - La desolazione di Smaug (The Hobbit: The Desolation of Smaug), regia di Peter Jackson
  - Hunger Games - La ragazza di fuoco (The Hunger Games: Catching Fire), regia di Francis Lawrence
- 2015[1]
  - Interstellar, regia di Christopher Nolan
  - Boyhood, regia di Richard Linklater
  - Apes Revolution - Il pianeta delle scimmie (Dawn of the Planet of the Apes), regia di Matt Reeves
  - Lo Hobbit - La battaglia delle cinque armate (The Hobbit: The Battle of the Five Armies), regia di Peter Jackson
  - The Imitation Game, regia di Morten Tyldum
- 2016[2]
  - Revenant - Redivivo (The Revenant), regia di Alejandro González Iñárritu
  - The Hateful Eight, regia di Quentin Tarantino
  - Mad Max: Fury Road, regia di George Miller
  - Sopravvissuto - The Martian (The Martian), regia di Ridley Scott
  - Star Wars - Il risveglio della Forza (Star Wars: The Force Awakens), regia di J. J. Abrams
- 2017[3]
  - Rogue One: A Star Wars Story, regia di Gareth Edwards
  - La La Land, regia di Damien Chazelle
  - Arrival, regia di Denis Villeneuve
  - Deadpool, regia di Tim Miller
  - Selvaggi in fuga (Hunt for the Wilderpeople), regia di Taika Waititi
- 2018[4]
  - Star Wars - Gli ultimi Jedi (Star Wars: The Last Jedi), regia di Rian Johnson
  - Chiamami col tuo nome (Call Me by Your Name), regia di Luca Guadagnino
  - Scappa - Get Out (Get Out), regia di Jordan Peele
  - Thor: Ragnarok, regia di Taika Waititi
  - Wonder Woman, regia di Patty Jenkins